# سدیم اگزالات
اگزالات سدیم (به انگلیسی: Sodium oxalate) با فرمول شیمیایی Na۲C۲O۴ یک ترکیب شیمیایی با شناسه پاب‌کم ۶۱۲۵ است؛ که جرم مولی آن ۱۳۴٫۰۰ g/mol می‌باشد. این ترکیب نمک اگزالاتی سدیم می‌باشد.